# 角野亮伍
角野 亮伍（すみの りょうご、1996年6月14日 - ）は、神奈川県出身のバスケットボール選手。ポジションはスモールフォワード。

## 経歴
厚木市立厚木中学校、藤枝明誠高校、NCAAディビジョン2のサザンニューハンプシャー大学に在籍した。最終学年の2019-20シーズンには25試合の出場で平均3.1得点を記録した。
2020年5月、Bリーグ1部の大阪エヴェッサへの加入に合意した。2020-21シーズンより出場。